# Pulmo (gmina)
Pulmo (następnie Pulemiec) – dawna gmina wiejska w woj. wołyńskim (obecnie na Ukrainie). Siedzibą gminy było Pulmo, a następnie Pulemiec.
Początkowo gmina należała do powiatu włodzimierskiego. 12 grudnia 1920 r. została przyłączona do nowo utworzonego powiatu lubomelskiego pod Zarządem Terenów Przyfrontowych i Etapowych. 19 lutego 1921 r. wraz z całym powiatem weszła w skład nowo utworzonego województwa wołyńskiego. Była to najdalej na zachód wysunięta gmina woj. wołyńskiego w II Rzeczypospolitej.
W 1927 roku wójtem gminy był Jan Kierski, ziemianin, odznaczony Srebrnym Krzyżem Zasługi za pracę społeczną i w samorządzie gminnym
12 maja 1933 postanowieniem Wojewody Wołyńskiego została zmieniona nazwa gminy Pulmo na Pulemiec.